# Henri-Alexandre Danlos

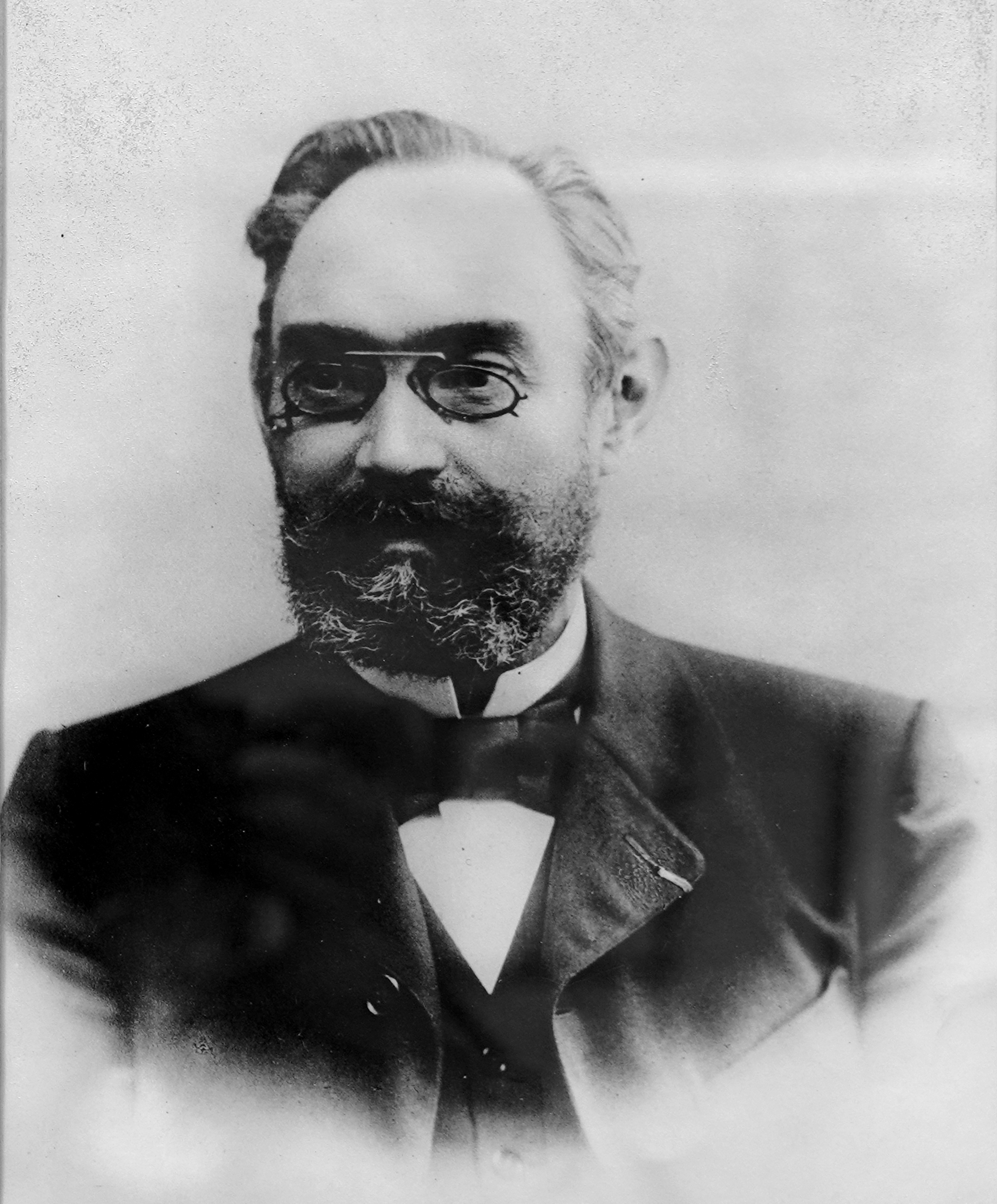
Bildnis von Henri-Alexandre Danlos

Henri-Alexandre Danlos (* 26. März 1844 in Paris; † 12. September 1912 in Chatou) war ein französischer Hautarzt.

## Leben
Gegen den Wunsch seines Vaters, das Familiengeschäft zu übernehmen, studierte Henri-Alexandre Danlos in Paris Medizin. Nachdem er 1869 das Studium mit Auszeichnung abgeschlossen hatte, promovierte er 1874 mit einer Arbeit über das Verhältnis zwischen der Regelblutung und Hautkrankheiten zum Doktor der Medizin. Zu Beginn seiner beruflichen Laufbahn galt sein größtes Interesse der Laborarbeit und der Chemie und Danlos führte Forschungsarbeiten im Labor von Charles Adolphe Wurtz (1817–1884) durch. 1881 erlangte er den Status eines Konsiliarius (Médecin des Hôpitaux), etwa einem heutigen Facharzt entsprechend. Nun arbeitete er mit Edmé Félix Alfred Vulpian (1826–1887) zusammen. 1885 wurde Danlos Chefarzt am Hôpital Tenon in Paris, wo er fünf Jahre blieb, bevor er in den öffentlichen Gesundheitsdienst wechselte. Die folgenden zehn Jahre waren für ihn eine unglückliche Zeit, weil er an einer langwierigen, schmerzhaften Erkrankung litt, so dass er zurückgezogen und pessimistisch wurde. 1895 erhielt er eine Berufung an das Hôpital Saint-Louis in Paris, wo er sich einen Ruf als fürsorglicher Arzt und exzellenter Diagnostiker in der Inneren Medizin machte. Allerdings war er auch zunehmend mit der Entwicklung von neuen Behandlungsmethoden in der Dermatologie befasst.

## Wirken
Danlos führte zahlreiche peinlich genaue Studien zu verschiedenen arsen- und quecksilberhaltigen Zubereitungen zur Behandlung der Syphilis und anderer Hautkrankheiten durch. Er war ein Pionier in der Anwendung von Radium zur Behandlung von Hauterscheinungen beim Lupus erythematodes. Zusammen mit dem Physiker Eugène Bloch war er der erste, der Radium auch bei Hauttuberkulose einsetzte. Außerdem ist nach ihm und seinem dänischen Kollegen Edvard Ehlers eine Gruppe angeborener Bindegewebserkrankungen mit charakteristischen Hautveränderungen, das Ehlers-Danlos-Syndrom, benannt.